# ステファヌス6世 (ローマ教皇)
ステファヌス6世（ステファヌス6せい）と呼ばれることがあるローマ教皇は2人存在する。「ステファヌス」の名を持つ教皇の代数に関する歴史的経緯はステファヌス (教皇選出者)#「教皇ステファヌス」とその代数を参照。
1. ステファヌス6世 (在位:885年-891年)→ステファヌス5世 (ローマ教皇) を参照。
2. ステファヌス6世 (在位:896年-897年)→ステファヌス6世 (7世)とも書かれる。

本項では、現在教皇庁および『教皇庁年鑑』が正式に認めている、896年に即位した人物について扱う。

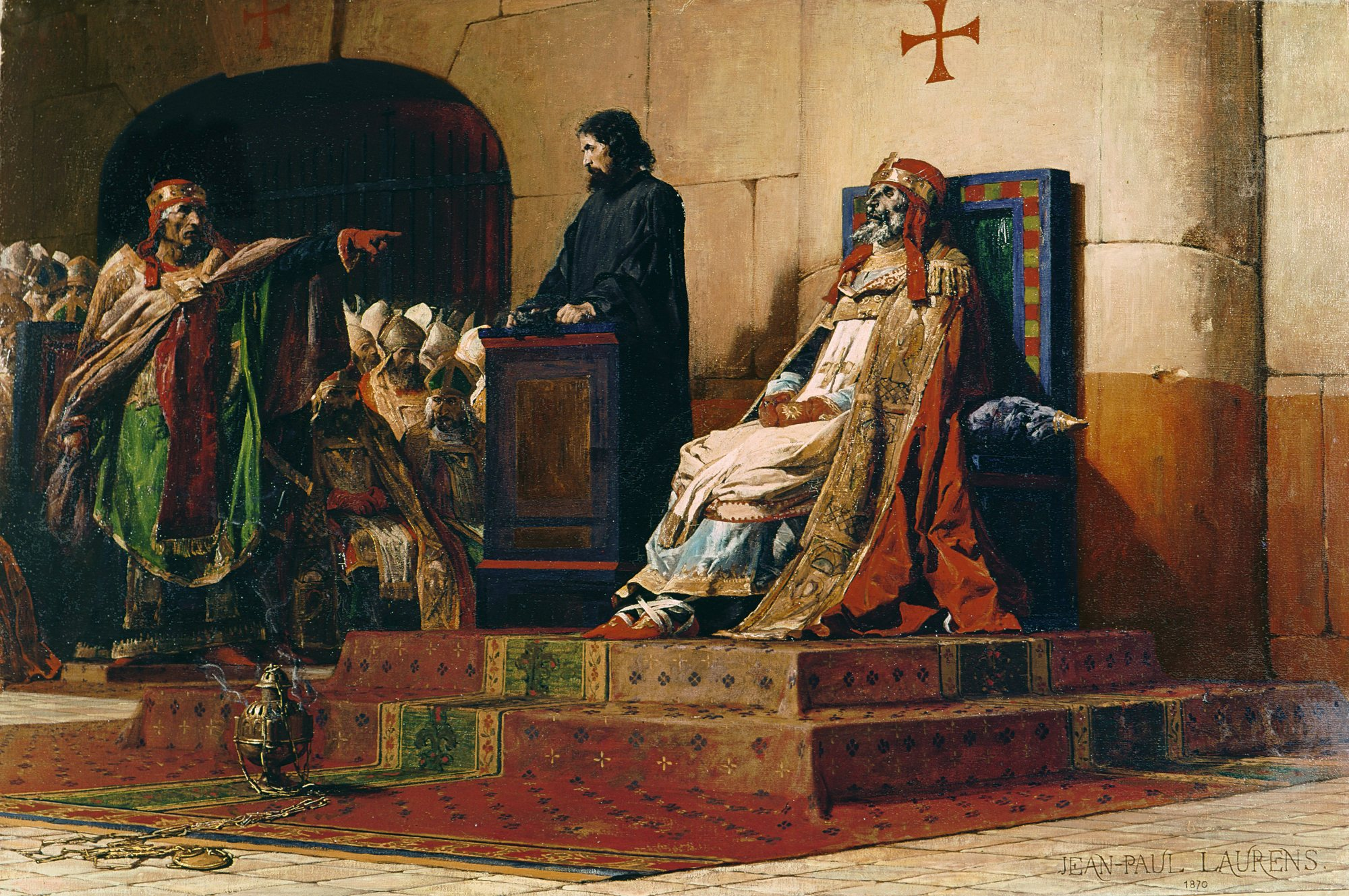
『死体裁判』を描いたジャン＝ポール・ローランス作、『フォルモススとステファヌス7世』、1870年.

ステファヌス6世（Stephanus VI、? - 897年8月）は第113代ローマ教皇（在位：896年 - 897年）。
父はヨハネスといい、司祭もしくは教会長老だったとされる。教皇フォルモススによってアナーニ司教に任命されたが、不本意だったという。
896年4月にフォルモススとボニファティウス6世が相次いで亡くなると、反フォルモスス派のスポレート公ランベルト・ダ・スポレートらスポレート派の庇護を受けて教皇に選出された。フォルモススに恨みを抱いていたため、897年1月、フォルモススの遺体を掘り起こして遺体に教皇の衣服を着させ、裁判にかけた後、祝福を与える指を切り落とした上で遺体をテヴェレ川に流した（死体裁判）。このことに反発した民衆は暴動を起こし、ステファヌス6世を廃位して捕らえ、8月に絞殺した。この前にも、882年に教皇ヨハネス8世が初の教皇暗殺によって命を落とすなど、当時の混乱ぶりが窺える。
ステファヌス6世の殺害後はロマヌス、テオドルス2世、ヨハネス9世と短期間の教皇が続き、彼等によってフォルモススの名誉回復がなされ、遺体は丁重に埋葬し直され、死体裁判の無効が宣言された。